# María José Yéllici
María José de las Mercedes Yéllici Sánchez (Madrid, 12 maggio 1945) è una modella venezuelana.

## Biografia
Cresciuta a Caracas, la Yéllici venne eletta Miss Venezuela nel 1968 e rappresentò il Venezuela a Miss Universo 1969 che si tenne a Miami Beach, in Florida il 12 luglio 1969. Tuttavia rinunciò al titolo di Miss Venezuela ad ottobre dello stesso anno, per potersi sposare. La seconda classificata al concorso Marzia Piazza, che la sostituì anche in occasione di Miss Mondo.